# Bithynia graeca
Bithynia graeca е вид коремоного от семейство Bithyniidae. Видът е уязвим и сериозно застрашен от изчезване.

## Разпространение
Разпространен е в Гърция.